# 726 Joëlla
A 726 Joëlla (ideiglenes jelöléssel 1911 NM) a Naprendszer kisbolygóövében található aszteroida. Joel Hastings Metcalf fedezte fel 1911. november 22-én.